# Bornheimer Hang (Böschung)
Der Bornheimer Hang ist ein Abhang und eine Parkanlage an der Grenze der Frankfurter Stadtteile Bornheim und Seckbach sowie im Ostend. Geologisch entstanden ist die zwischen 20 und 30 Meter über dem unteren Geländeniveau liegende Böschung als Prallhang einer stillgelegten nördlichen Schleife des Mains. Seine höchste Stelle erreicht der gut 1.500 Meter lange Bornheimer Hang nördlich der Kohlbrandstraße kurz vor dem Einschnitt der A 661 im Übergang nach Seckbach. Seine südwestliche Fortsetzung findet der Hang am Rande des Ostparks und im Verlaufe des Röderbergwegs, ständig flacher werdend bis zum Normalniveau am Danziger Platz. Über mehrere Jahrzehnte war der Bornheimer Hang jährlich Schauplatz des Frankfurter Rad-Cross.

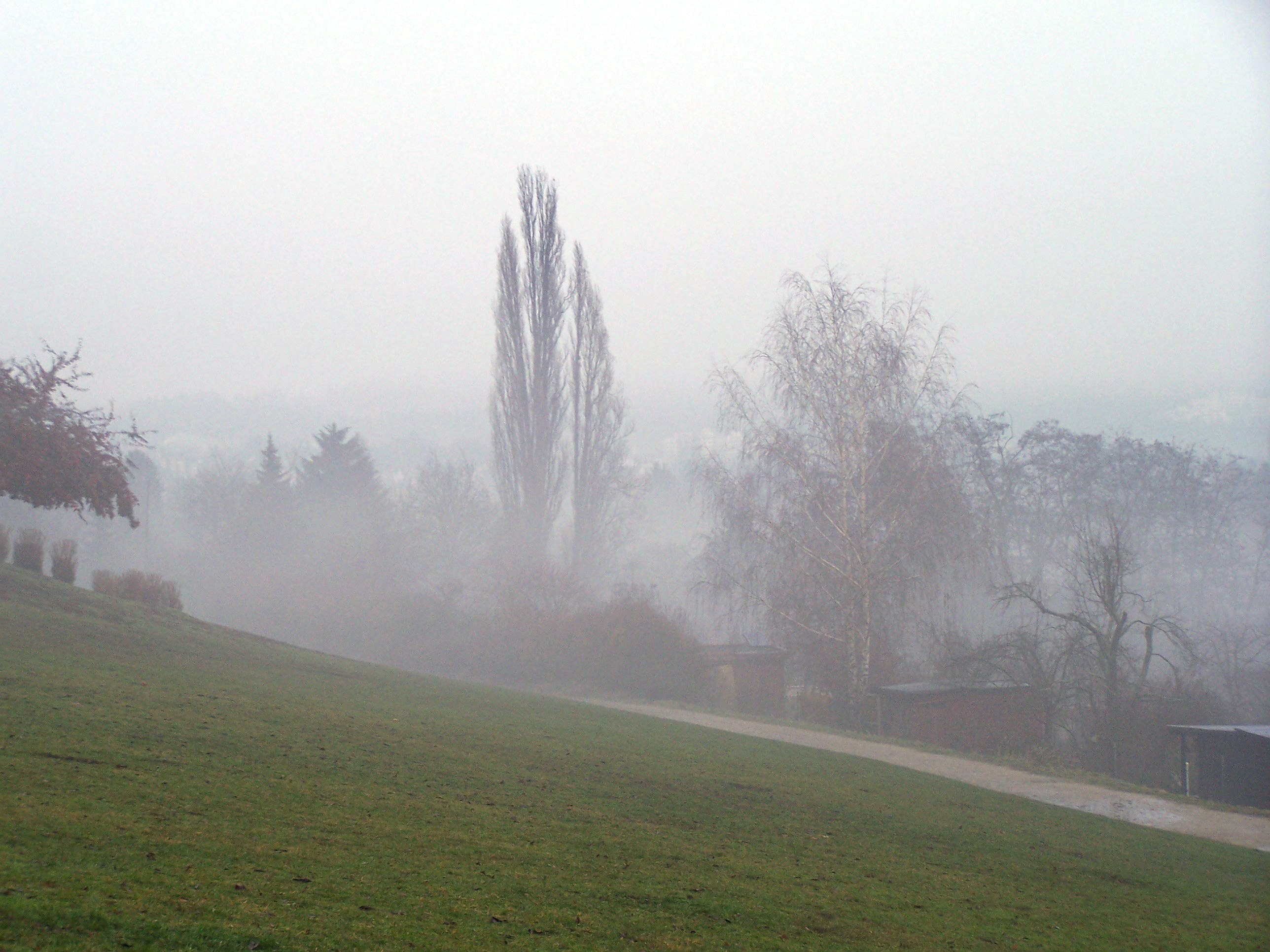
Bornheimer Hang im Winternebel (2009)

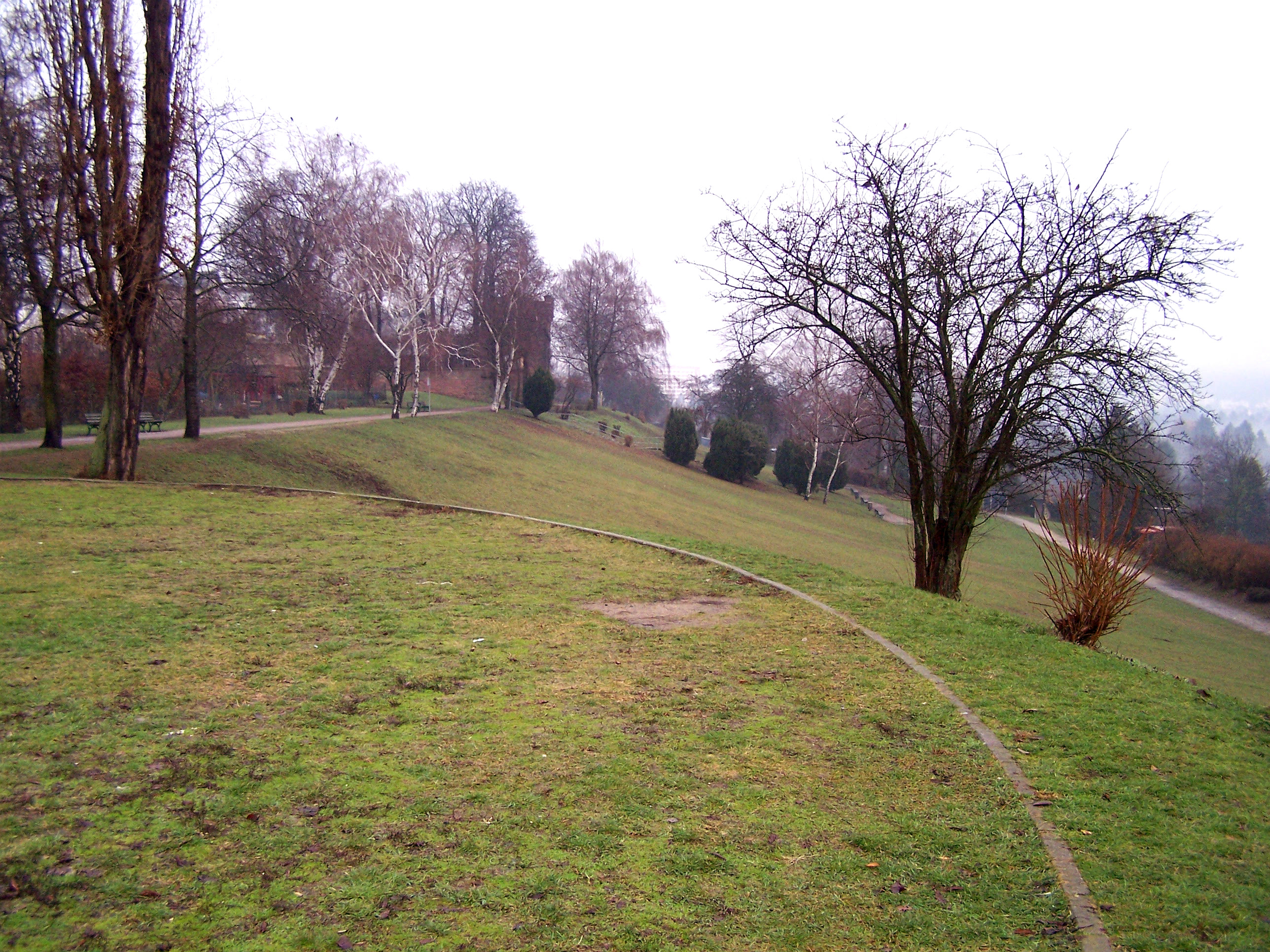
Bornheimer Hang, Blick nach Norden (2009)

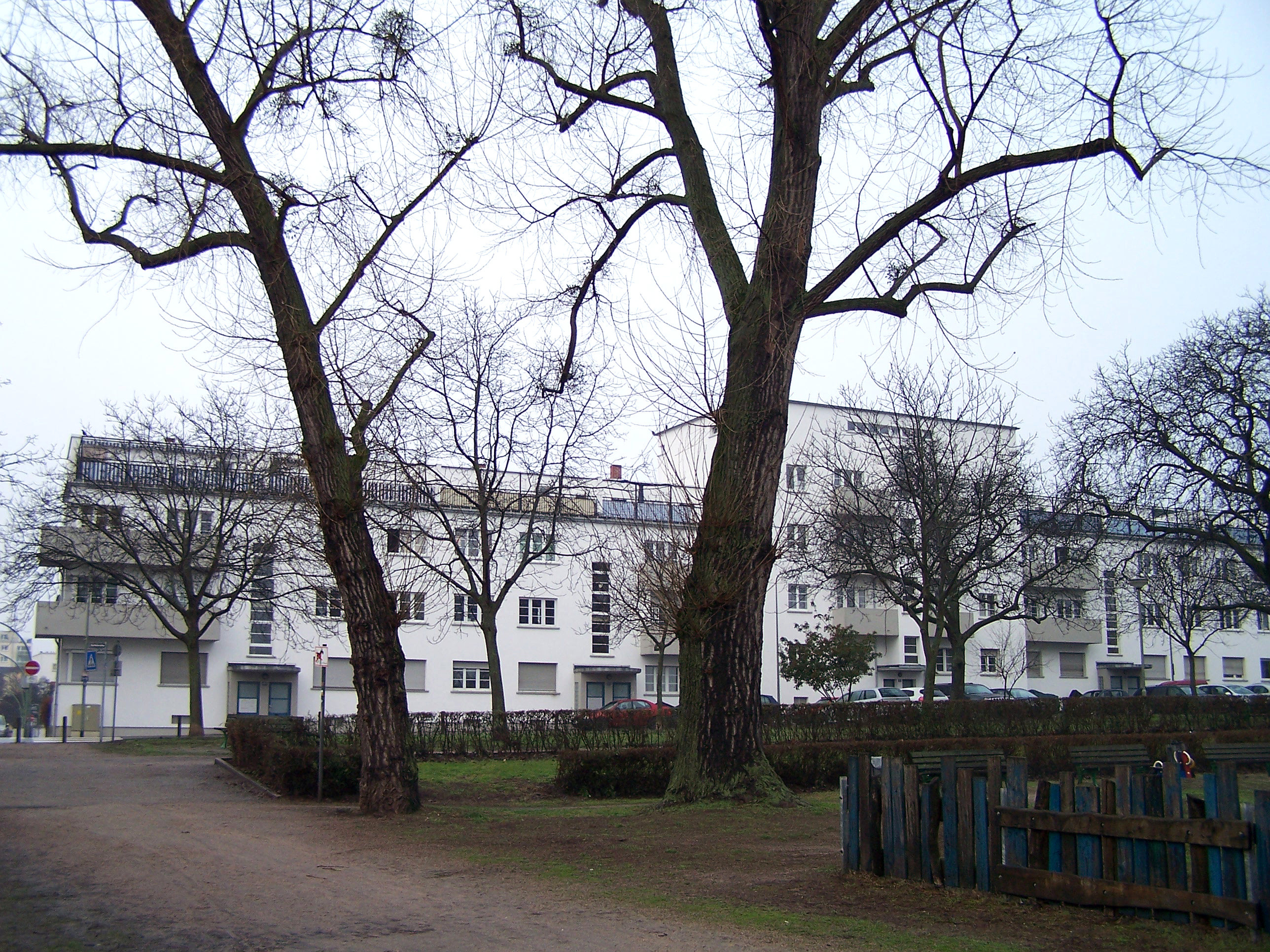
Wohngebäude der Siedlung Bornheimer Hang vom Bornheimer Hang aus gesehen (2009)

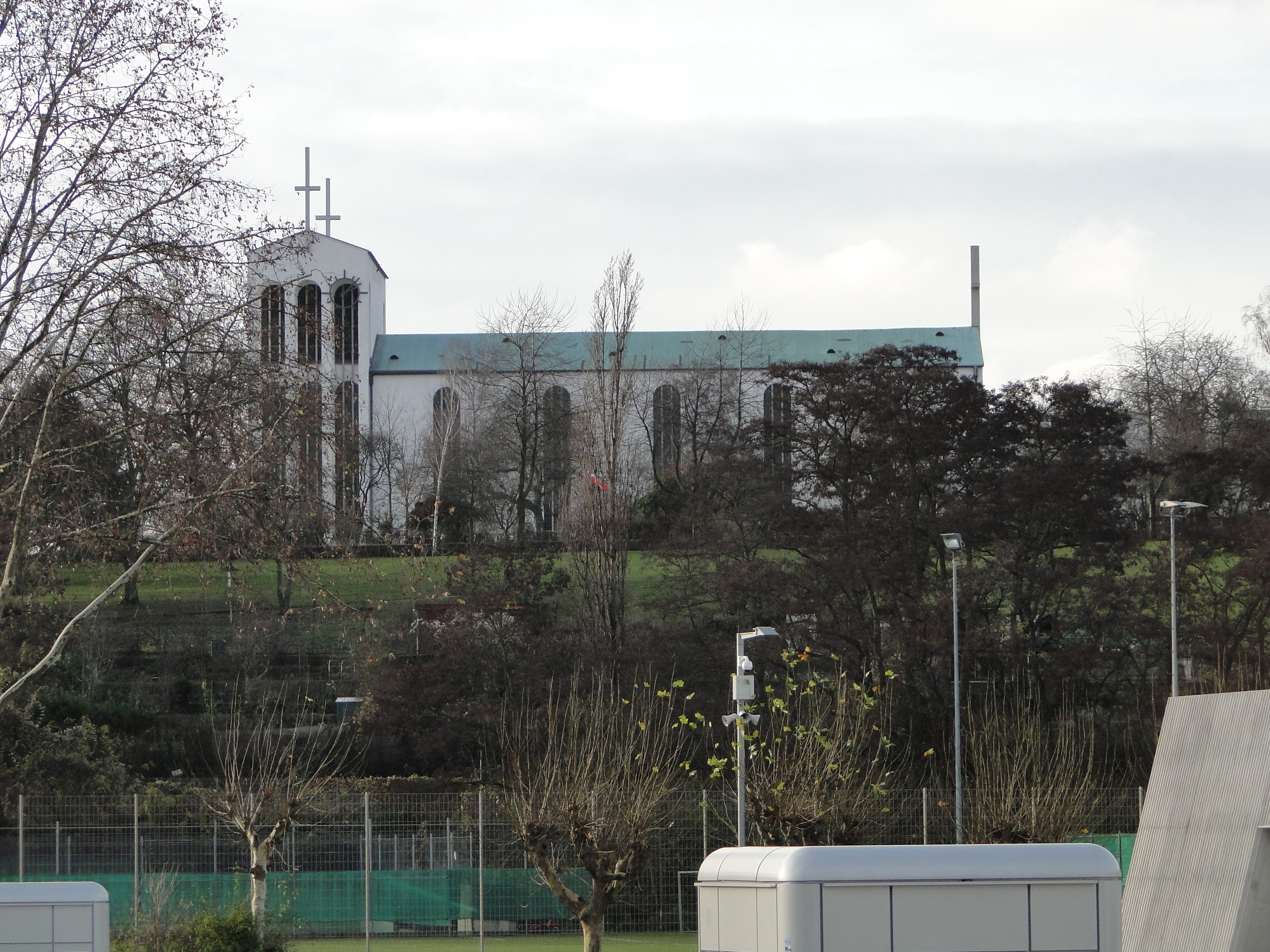
Heilig-Kreuz-Kirche („Hangkrone“) von vor dem Eingang des Frankfurter Volksbank Stadions aus gesehen

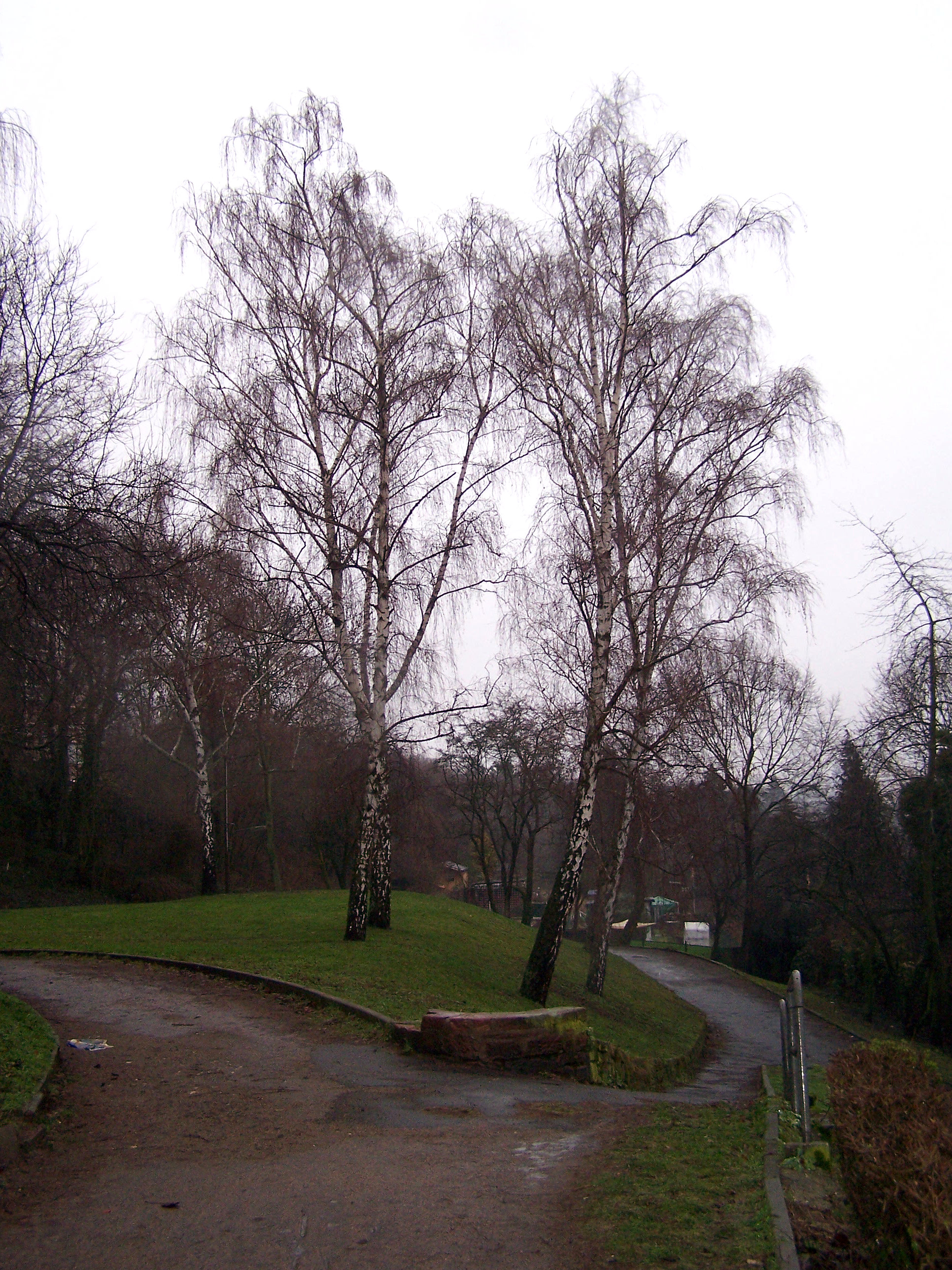
Nördliches Ende der Parkanlage am Bornheimer Hang (2009)

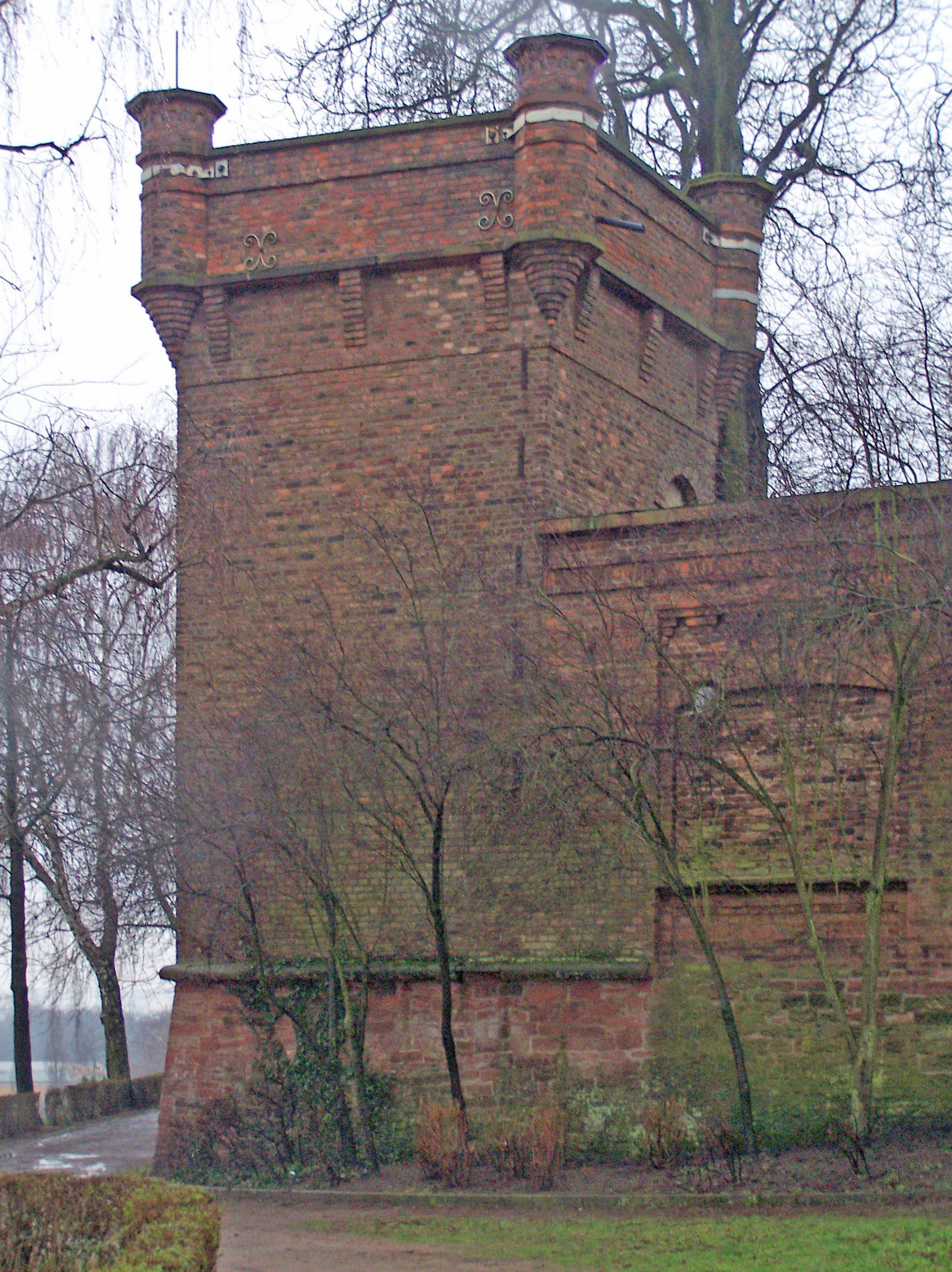
Nordöstlicher Eckturm des Ratskellers (2009)

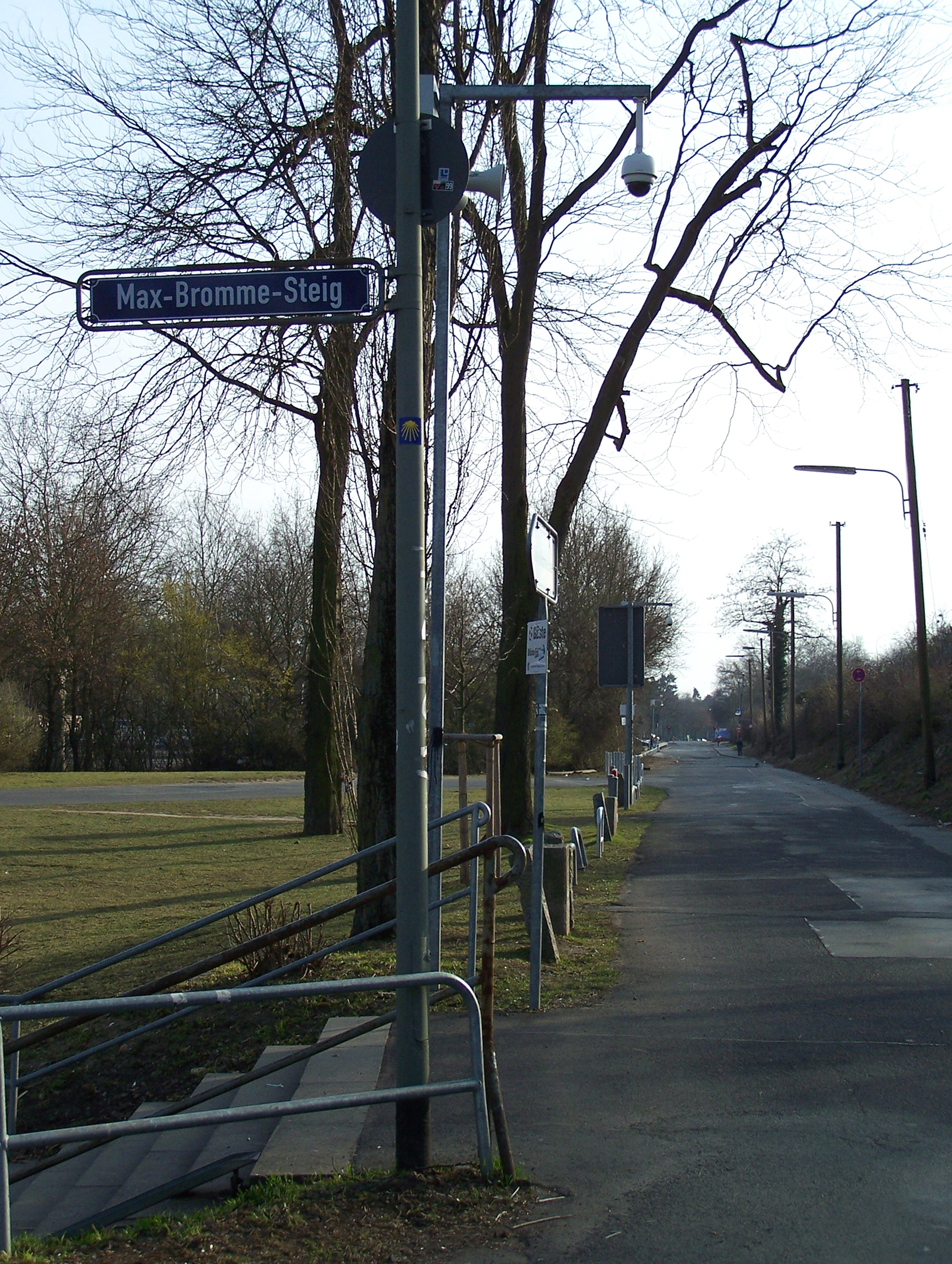
Symbol der Jakobsmuschel (am Schildermast) an dem Jakobsweg unterhalb des Bornheimer Hangs (2011)

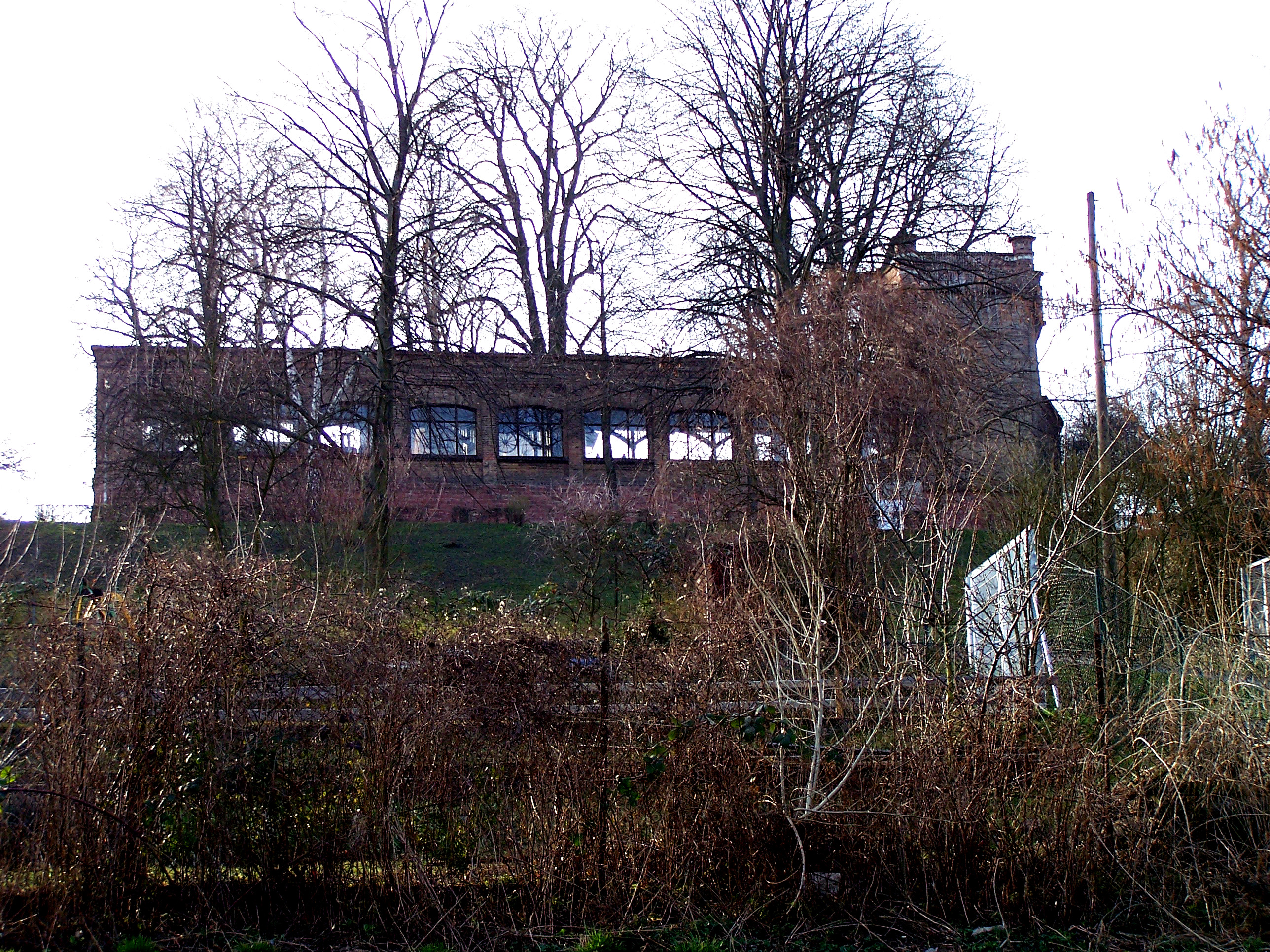
Ratskeller von unterhalb des Bornheimer Hangs aus gesehen (2011)

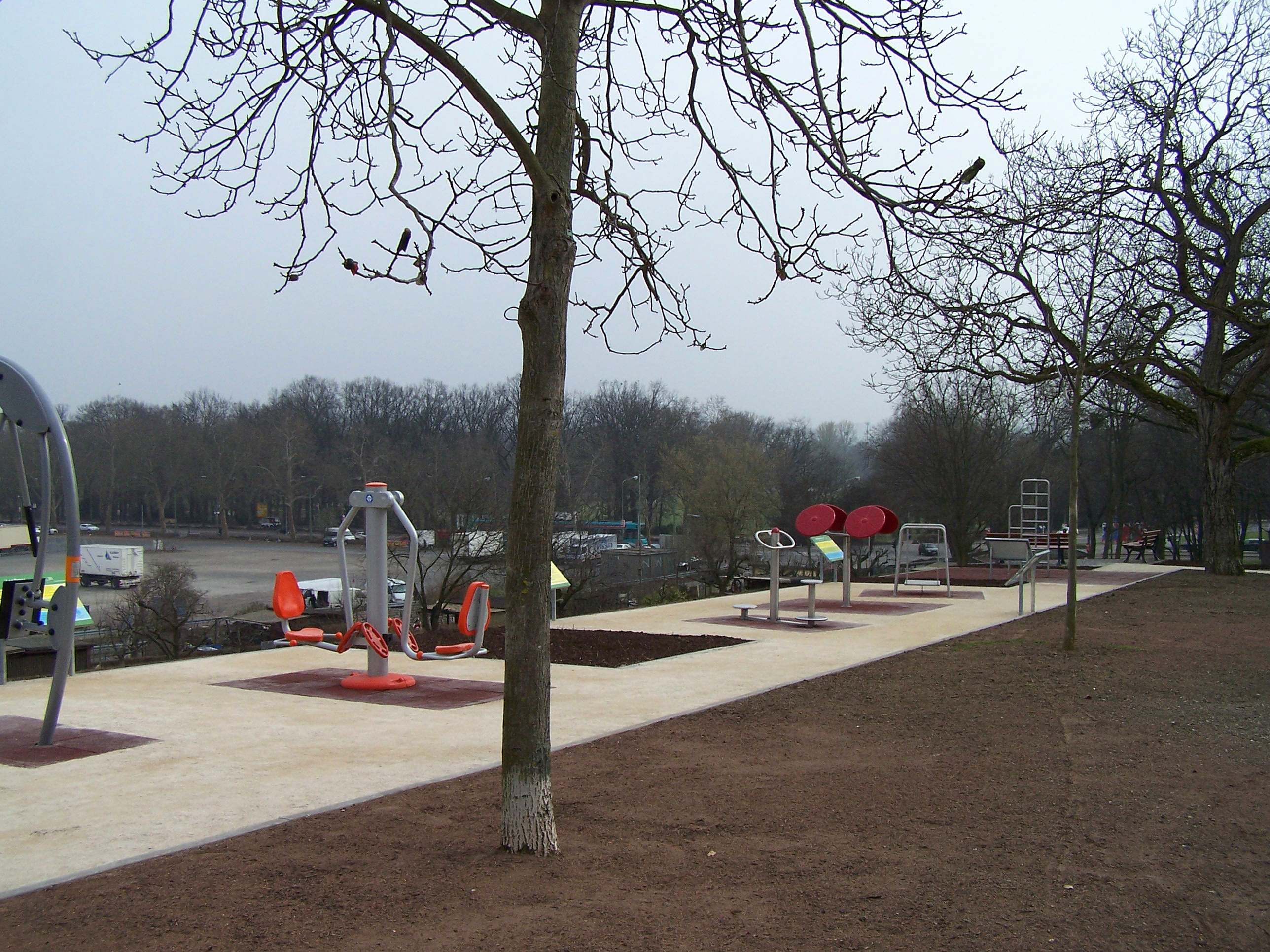
Trainingsparcours für Senioren (2011)

## Parkanlage
Der in der heutigen Form am Ende der 1920er Jahre angelegte Park verfügt über zwei Spielplätze. Im März 2011 wurde oberhalb des Festplatzes am Ratsweg ein Parcours mit Fitnessgeräten für Senioren eröffnet.
In der Ost-West-Achse des Parks befindet sich eine Treppe, die den Höhenunterschied des Hangs überbrückt. Von dieser Mittelachse winden sich in der Mitte der Höhe des Hangs zwei im Bogen geschwungene Wege nach links und rechts ebenfalls in Richtung Westen. Innerhalb der Parkanlage und unterhalb des Hangs befinden sich zahlreiche Kleingärten. Die Grünanlagen wurden von dem Frankfurter Gartenbaudirektor Max Bromme und seinem Mitarbeiter Ulrich Wolf gestaltet. Die Parkanlage ist heute nach der Widerstandskämpferin Rose Schlösinger benannt. Die Parkanlage steht unter Denkmalschutz.

## Oberhalb des Hangs
Oberhalb des Hangs befinden sich auf Bornheimer Gebiet die Wohngebäude der Siedlung Bornheimer Hang, die von 1926 bis 1930 Jahre durch den Architekten, Stadtplaner und Frankfurter Baustadtrat Ernst May gebaut wurde. Der Bau wurde durch die Verwendung industriell vorgefertigter Teile beschleunigt, so dass in vier Jahren 1234 Wohnungen fertiggestellt werden konnten. Zu der Siedlung gehört auch die Heilig-Kreuz-Kirche des Kirchenbaumeisters Martin Weber, die 1929 am östlichen Ende der Wittelsbacher Allee in Stahlskelettbauweise fertiggestellt wurde. Die Kirche bezeichnete der Architekt als Hangkrone, da sie von unterhalb des Hangs gesehen den Hang krönt. In ihr befindet sich seit Juli 2007 die Meditationskirche Heilig-Kreuz – Zentrum für christliche Meditation und Spiritualität des Bistums Limburg.
Nördlich davon befindet sich direkt am Hang der Ratskeller, bis Mitte 2012 ein Restaurant und Gartenlokal in einer Burg-ähnlichen Anlage, der ursprünglich als Raststätte für die Fuhrleute und ihre Pferde diente. Der Eiskeller unter dem heutigen Restaurant diente als Lagerraum für Eis, das im Winter am Main gebrochen wurde. Dieses Eis wurde früher vor der weiteren Verbreitung von Kühlschränken in Eisschränken zum Kühlen verwendet. Der Ratskeller befindet sich im Eigentum der Stadt Frankfurt am Main, wurde zum 15. Juni 2012 zwecks Renovierung geschlossen und im September 2018 wieder geöffnet.
Weiter nördlich davon befinden sich oberhalb des Hangs das Sportcenter Bornheim der Turngemeinde Bornheim.

## Unterhalb des Hangs

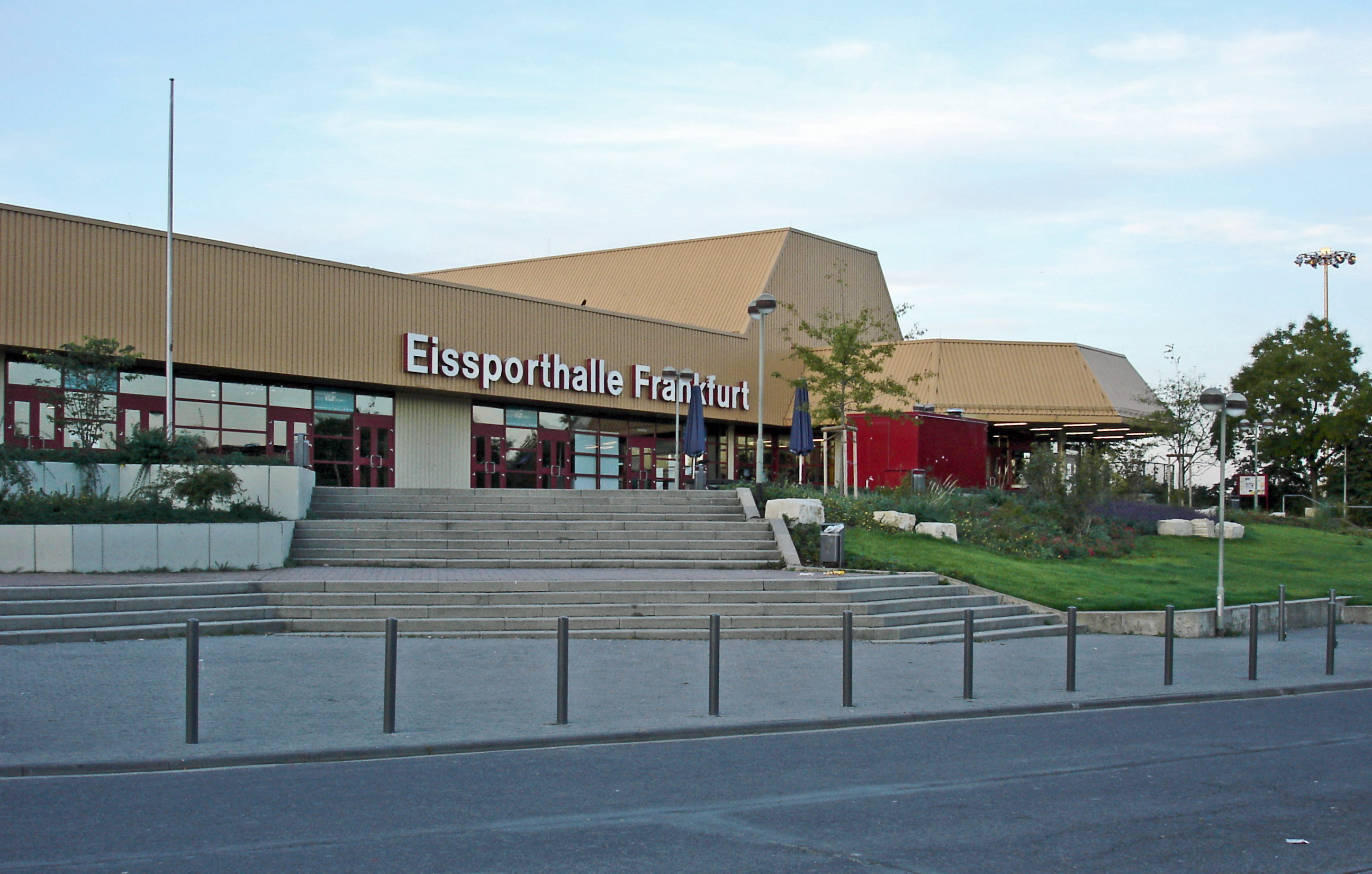
Eissporthalle (2006)

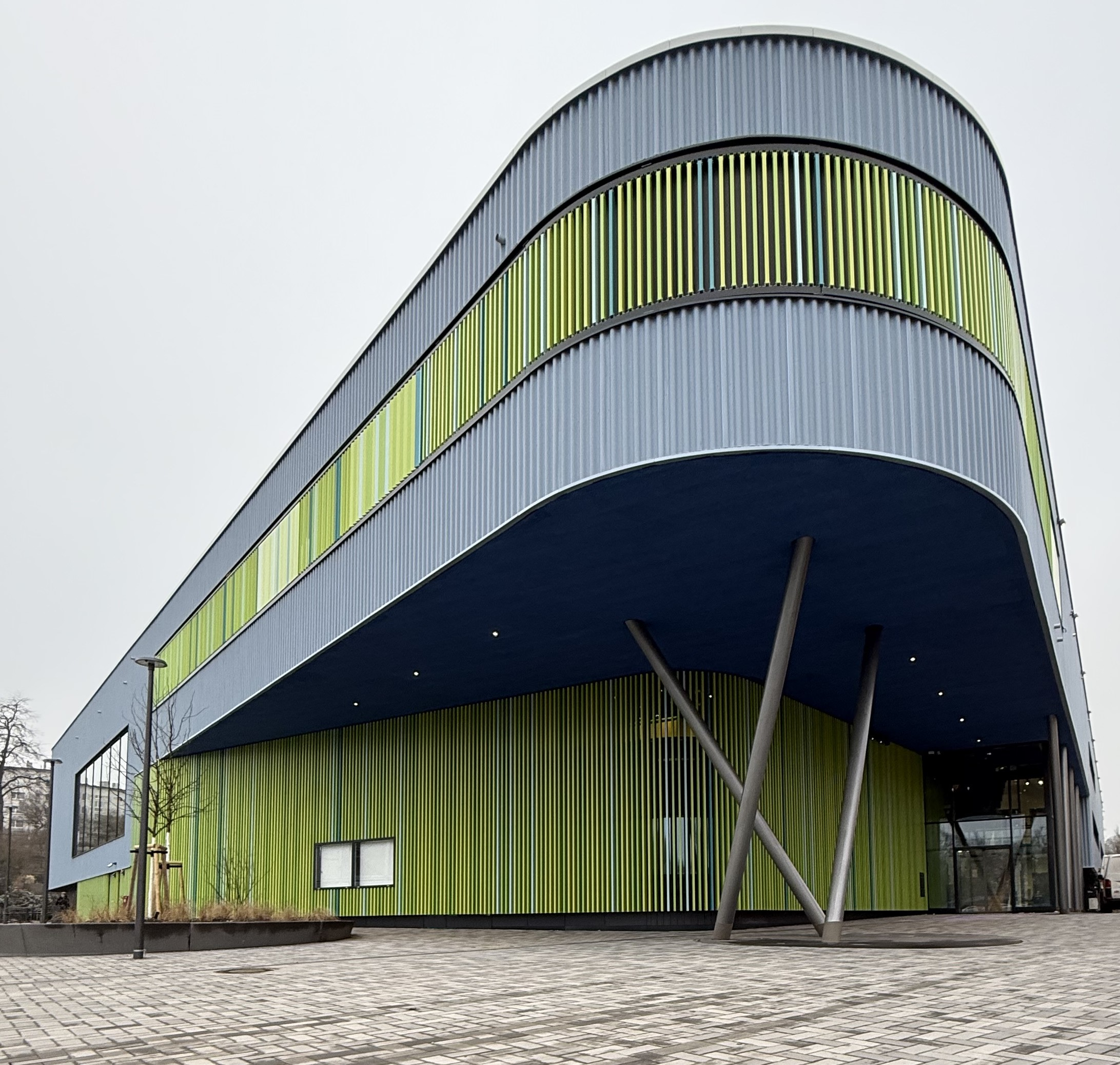
Main Bad Bornheim (2025)

Auf Bornheimer Gebiet befindet sich unterhalb des Hangs der Festplatz am Ratsweg, auf dem unter anderem seit 1968 die Frankfurter Dippemess stattfindet. Nördlich davon befinden sich die Frankfurter Eissporthalle, die PSD Bank Arena des FSV Frankfurt – welche bis 2006 Stadion am Bornheimer Hang hieß – und die Charles-Hallgarten-Schule. Die Charles-Hallgarten-Schule wurde von Ernst May geplant und sollte ursprünglich im Zentrum der neuen Siedlung stehen. Der unterhalb des Hangs geplante Teil mit dem Namen Rotenbuschsiedlung wurde jedoch nicht gebaut. Direkt neben der Eissporthalle befindet sich das städtische Hallenbad Main Bad Bornheim, es ersetzte das geschlossene Panoramabad Bornheim (Oberhalb des Hangs)-
Am Ratsweg lag das von 1920 bis 1943 genutzte Alte Stadion am Riederwald der Eintracht Frankfurt. Dieses wurde ab dem 16. November 1943 als Abladefläche von Trümmerschutt der im Zweiten Weltkrieg bei den Luftangriffen auf Frankfurt am Main zerstörten Gebäuden genutzt. Die Frankfurter bezeichneten diesen Trümmerberg als Monte Scherbelino. Von 1946 bis 1964 arbeitete auf dem Gelände, das von den Straßen Ratsweg, Am Riederbruch und Riederspießstraße begrenzt wird, die Trümmerverwertungsgesellschaft in der Aufbereitungs- und Verwertungsanlage für Trümmerschutt die Trümmer auf.
Auf dem Gebiet des Ostends befindet sich unterhalb des dort Röderberg genannten Hangs der Frankfurter Ostpark.

## Jakobsweg
Unterhalb des Bornheimer Hangs im Osten verläuft ein Zweig des deutschen Jakobswegs. Dieser orientiert sich an dem Verlauf des historischen Fernhandelsweges von Leipzig nach Frankfurt am Main (Des Reiches Straße). Er beginnt in der Bischofsstadt Fulda, führt über Schlüchtern, Steinau an der Straße, Bad Soden-Salmünster, Gelnhausen, Langenselbold, Erlensee und Bruchköbel und gehört zum Netz der Hauptwege der Jakobspilger in Europa, die nach Santiago de Compostela führen. Er führt über insgesamt 116 km an der Heilig-Kreuz-Kirche vorbei über den Ostpark zum Mainufer in die Innenstadt Frankfurts, am Main entlang bis zum Eisernen Steg, auf dem linken Mainuferweg in Richtung Mainz und anschließend weiter nach Trier.

## Verkehrsanbindung
Die C-Strecke der Frankfurter U-Bahn unterquert auf Bornheimer Gebiet den Hang. Unter dem Hang liegt der U-Bahnhof Eissporthalle/Festplatz. Zwischen der Frankfurter Eissporthalle und dem Frankfurter Volksbank Stadion endet der Tunnel der C-Strecke und die Gleise führen durch ein Portal aus dem Hang heraus. Auf der Strecke verkehrt die Stadtbahn-Linie U7, außerdem wird sie für Zu- und Abfahrten des Betriebshofs Ost der VGF genutzt. Die Straßenbahn-Linie 12 der Frankfurter Straßenbahn durchquert den Bornheimer Hang in einem Geländeeinschnitt zwischen Bornheim und dem Röderberg im Ostend. Die Endhaltestelle Ernst-May-Platz der Linie 14 liegt in der Wittelsbacherallee kurz vor einem Knick des letzten Teilstücks dieser Straße vor dem Bornheimer Hang. Diese Linien werden von der VGF betrieben. Die Buslinie 38 verbindet die Siedlung mit dem Stadtteilkern und dem Nachbarstadtteil Seckbach. Parallel zum Hang verläuft im Osten die A 661. Unterhalb des Hangs entsteht als Verbindung zum geplanten Riederwaldtunnel der A 66 das Autobahndreieck Frankfurt-Erlenbruch.